# Josse Wester
Josse Wester is een Nederlandse Youtuber en mede-eigenaar van wielerploeg TDT-Unibet Cycling Team. 

## Levensloop
Wester groeide op in Wijnjewoude (Friesland). Hij studeerde in 2015 af aan de Rijksuniversiteit in Groningen. Hij heeft een masterdiploma marketing. Van 2011-2014 studeerde hij International Business & Management. Van 2013-2014 studeerde hij international management in Toulouse.
In 2019 luidde hij samen met Bas Tietema en Devin Van Der Wiel de comeback in van het YouTube-kanaal Tour de Tietema. In de zomer van 2019 reisde hij naar de Ronde van Frankrijk voor opnames. Sindsdien maken ze video’s over verschillende wielerwedstrijden en doen ze challenges met de wielrenners zelf. Ze deden ook zelf challenges. Zo fietste Josse in 2020 de Ronde van Vlaanderen na amper 50 dagen voorbereiding. In de Tour de France delen ze pizza’s uit, houden ze een wheelie contest en beklimmen ze bergen met stadsfietsen en kinderfietsen.

## Tour De Tietema Cycling Team
In 2021 richtte Bas Tietema zijn eigen wielerteam op met als doel de weg naar professioneel wielrennen in beeld te brengen. Josse Wester maakt samen met Devin Van Der Wiel en Bas Tietema video’s van hun avontuur en hun vooruitgang. De bedoeling van de ploeg is presteren in het profpeloton maar ze willen voor hun volgers ook de beelden achter de profploegen tonen door hun dagelijkse werking te filmen. Hun sportief doel is om in 2026 aan de start te staan van de Tour de France.